# История курдов
Курды исторически населяли горные районы к югу от озера Ван и озера Урмия, географическую область, которую называют Курдистаном.

## Имя
Согласно Шараф-хану Бидлиси, этноним kurd означает «наделенный мужеством», «герой» и «храбрец», т.к. большинство героев своего времени и славных богатырей вышло из этого народа. Производное от данного названия — слово xort, означающее «юноша», «парень».
На парфянском gurd (gwrt) означало «герой», а на персидском до сих пор существует слово kord (گرد) с таким же значением и также персоязычный город в центральноиранской провинции Чехармехаль и Бахтиария под названием Шахре-Корд (перс. شهرکرد‎, латинизация: Shahr-e Kord).

## История
Курдский народ сформировался примерно от двух с половиной до полутора тысяч лет назад из множества племенных и этнических групп, населявших горы Загрос и Верхнюю Месопотамию (куртии, кордейцы, хурриты, марды, бусы, будии, паретакены, луллубеи, гутии, эламиты). Курдские племена исторически населяли территории городов Экбатана, Керманшах, Аррапха, Хорремабад, Исфахан, Арбил, Тикрит, Амеди, Пинака, Сарейса, Саталка и так далее. Со временем курды стали расселяться на соседние территории, расширяя ареал распространения народа.
Согласно предположениям учёных (в частности О. Л. Вильчевского), территория Южного Курдистана (треугольник Эрбиль—Киркук—Сулеймания в горах Загроса) стали местом формирования современного курдского этноса из ряда живших здесь иранских (мидийских) племён. Под Сулейманией найден первый известный текст на курдском языке — так называемый «сулейманийский пергамент» VII века, с небольшим стихотворением, оплакивающим нашествие арабов и разрушение ими святынь зороастризма.
Одно из первых сохранившихся упоминаний о курдах датируется 520 г. до н. э. в трудах древнегреческого историка Гекатея Милетского, как о племенах, именуемых вместе «корди». Племена корду (кардухи, кордейцы) создали царство Кордуена, которое было независимо с 189 года до н. э. Предполагается, что кордейцы, жившие недалеко от границ Ассирии и Мидии в современном Курдистане, говорили на древнеиранском языке. Царство было документировано как плодородный горный район, богатый пастбищами. Известно, что жители поклонялись хурритскому богу неба Тешуб. Племена кордейцев (кардухов) были известны как воинственные и неукротимые горцы, не подчиняющиеся персидскому царю и постоянно устраивающие набеги на соседей-армян. Согласно многим источникам, современные курды — потомки жителей Кордуены, а сама область является древним лексическим эквивалентом слова Курдистан (Кордэстан).
Позже курды упоминаются в 226 году н. э. в летописи основателя Сасанидской династии Ардашира Папакана. В 387 году н. э. формируются независимые курдские династии: Базикани, Дейсеми, Химдани. В Византии же курдские племена были южными соседями армян и населяли территории от современной Малатьи до восточных границ империи.
В тот момент, когда начались арабские завоевания (637 год), то арабским племенам пришлось столкнуться с курдскими. Курды поднимали множество восстаний против арабов в это время, например:
- Восстание курдов в Динаваре (653 г.);
- Восстание курдов в Хулване (685 г.);
- Восстание курдов в Шапуре (700—705 гг.);
- Восстание курдов в области Сабур и Фарсе (702 г.);
- Восстание курдов в Хамадане (767 г.);

До середины 7 века большинство курдов были зороастрийцами и христианами. Многих арабы насильственно обращали в ислам. Те, кто не принял и остались христианами, бежали за защитой либо в Сирийское царство, либо в Армянское. После арабского нашествия многие вернулись, но утратили свою идентичность и те, кто пришёл из Сирийского царства, те называли себя сирийцами (ассирийцами), а кто из Армянского — армянами. Курды стали первым неарабским народом, принявшим ислам, а Джабан аль-Курди, родившийся в Урфе — первым мусульманским курдом.
Уже в 847 году была написана первая книга о курдах. Абу Ханифа ад-Динавари (828—896 гг.), курдский учёный, ботаник и историк, создал летопись «Происхождение курдов» («Ансаб-аль-Акрад»). Позже, в 1187 году происходит полный разгром крестоносцев курдским полководцем Салах-ад-Дином и захват города Иерусалим. К XII веку курды достигли своего максимального рассвета. Айюбиды — единственная известная династия в этом районе, которая, как известно, была терпима к религии езидов. Салах ад-Дин открыл медресе в Курдистане по своему особому приказу. Хотя курды были меньшинством в династий, курдский язык был хорошо известен. Курды переселялись в Дамаск, в Каир в территории нынешнего Судана и в другие земли. Общины потомков до сих пор остались, но значительная часть из них лингвистически арабизирована.
В VIII—X веках начинается активное распространение ислама среди курдов (до этого они были преимущественно зороастрийцами и христианами). Распространение ислама среди курдов привело к тому, что большая их часть постепенно (в основном насильственно) стали мусульманами. В XII веке формируется Шарфадин (Езидизм), которую основал Ади ибн Мусафир. Суфийский тарикат проповедовал её среди центральнокурдских племен. Шейх Ади после обучения в Багдаде основал собственный орден под названием «адавийя» («адабийа»), упоминаемый в средневековых арабских источниках как «акрад адавийя» («курды адавийя»). Окончательно религия сформировалась спустя несколько сотен лет, включив в себя элементы христианства, зороастризма и иудаизма. Во многих княжествах, основанных курдами из мусульманских племен, езидизм становился основной религией. Например, в XIV веке религией Бохтана стал езидизм, откуда он позднее стал распространяться в соседние от него регионы.
После того как султан Османской империи Селим I победил персидского шаха Исмаила I в 1514 году и аннексировал Западную Армению и Курдистан, он доверил управление новыми территориями историку Идрису, который был курдом из Битлиса. Идрис разделил земли на санджаки и управлял ими на основании старинных обычаев. При нём курды заселили территории между Ереваном и Эрзрумом, которые пустовали после набегов Тамерлана. Важную роль в регионе играл курдский клан Янпулатов. В 1606 году Али Паша Янпулат поднял восстание, которое получило большую поддержку от герцога Тосканы Фердинанда I. Восставшим удалось взять под контроль земли от Хамы до Адана, однако затем оно было подавлено турецкими силами. Сам Али Паша был прощён и назначен наместником провинции Темешвар в Венгрии. Он был казнён в Белграде в 1610 году.. Особую враждебность османские власти испытывали к курдам-езидам. В 1640 году турки под руководством Фирари Мустафа Паши напали на курдов у горы Синджар. Произошла большая битва, которая кончилась геноцидом курдов.